# Rhinocricus kezantus
Rhinocricus kezantus är en mångfotingart som beskrevs av Chamberlin 1955. Rhinocricus kezantus ingår i släktet Rhinocricus och familjen Rhinocricidae. Inga underarter finns listade i Catalogue of Life.